# Nationale Technische Universität Athen
Nationale Technische Universität Athen (NTUA; griechisch Εθνικό Μετσόβιο Πολυτεχνείο), bekannt vor allem unter der Kurzbezeichnung Polytechnio (griechisch Πολυτεχνείο), ist die älteste und bedeutendste Technische Universität in Athen. Der griechische Name Ethnikon Metsovion Polytechnion erinnert an die vier Gründungsväter der Universität: Nikolaos Stournaris, Eleni Tositsa, Michail Tositsas und Georgios Averof, die sämtlich aus der Ortschaft Metsovo stammen.

## Gliederung

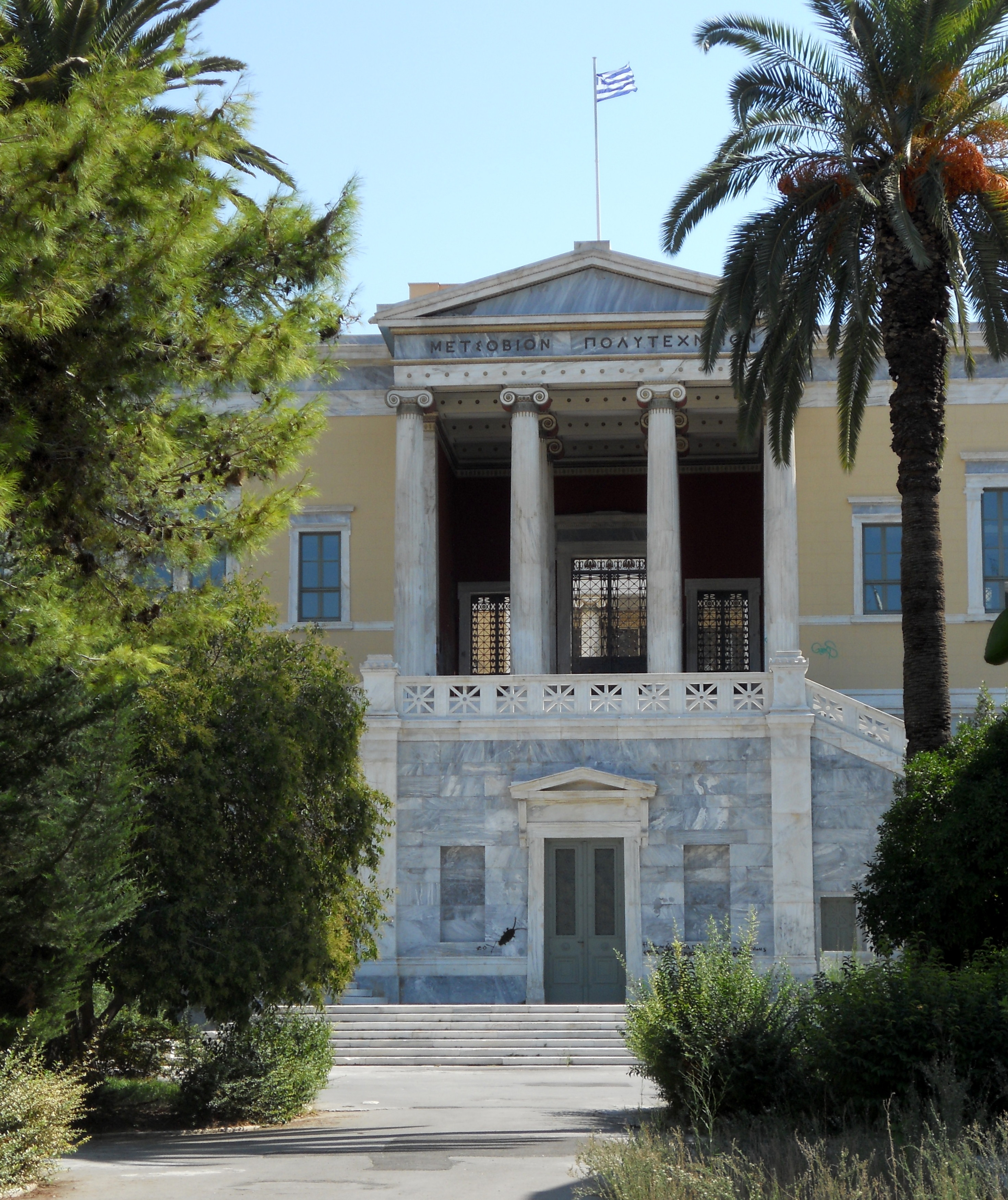
Blick auf das Hauptgebäude des Polytechnio

Die Universität hat rund 10.000 Studenten und 1350 wissenschaftliche Angestellte (2010) sowie neun Fakultäten (σχολές), welche in 40 Fachbereiche untergliedert sind:
- Fakultät für Angewandte Mathematik und Physik
- Fakultät für Architektur
- Fakultät für Bauingenieurwesen
- Fakultät für Bergbau und Metallurgie
- Fakultät für Chemietechnik
- Fakultät für Elektrotechnik und Informatik
- Fakultät für Maschinenbau
- Fakultät für Nautik und Marinetechnik
- Fakultät für Vermessungstechnik

Der größte Teil der Fakultäten und Einrichtungen befindet sich auf einem Campus im Vorort Zografos (Ζωγράφος) am östlichen Stadtrand von Athen. Der historische Altbau in der Innenstadt wird durch die Fakultät für Architektur genutzt.

## Geschichte

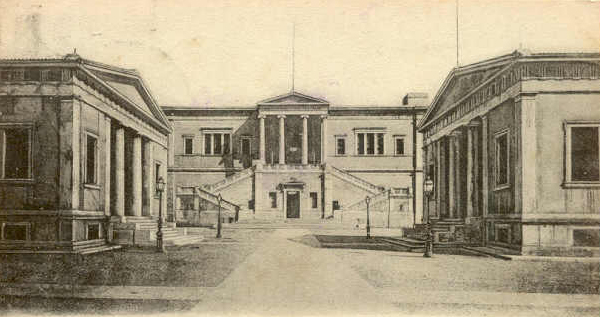
Das Polytechnio auf einer Postkarte aus dem Jahre 1900

### Gründungsgeschichte
Die Gründung erfolgte 1836 durch König Otto I. als Teil der Kunsthochschule in Athen. Die eigentliche Universität wurde durch Nikolaos Stournaris, Eleni Tositsa, Michail Tositsas und Georgios Averof, die alle aus der Ortschaft Metsovo stammten, gegründet. Im Jahr 1887 wurde die Einrichtung in drei technische Schulen aufgeteilt: Bauingenieurwesen, Architektur und Maschinenbau – zu jener Zeit allesamt vierjährige Abschlüsse. Zu diesem Zeitpunkt wurde das Institut vom Staat als technische Bildungseinrichtung anerkannt – ein entscheidender Schritt in seiner Entwicklung. 1910 wurde der 1844 von Lysandros Kaftanzoglou gegründete Bereich Gestaltung als eigenständige Kunsthochschule ausgegliedert. Bis in die 1950er Jahre, als außerhalb von Athen Polytechnische Hochschulen gegründet wurden, war das Polytechnio die einzige Hochschule in Griechenland, die Ingenieurstudiengänge anbot.

### Studentenproteste 1973

Denkmal für die Opfer des Aufstands vom November 1973 im Hof des Athener Polytechnio

Am 14. November 1973 traten Studenten des Polytechnio in den Proteststreik gegen die seit 1967 herrschende Griechische Militärjunta. Sie verbarrikadierten sich auf den Hochschulgelände und installierten einen Radiosender, der zum Kampf aufrief. Tausende von Arbeitern und jungen Leuten schlossen sich ihnen an.
In den frühen Morgenstunden des 17. November 1973 ließ die Regierung, nachdem die städtische Beleuchtung ausgeschaltet worden war und das Gelände weitgehend im Dunkeln lag, einen Panzer das Eingangstor niederwalzen, an das sich zahlreiche Menschen klammerten, und die Hochschule durch Soldaten stürmen. Wie viele Menschen hierbei getötet wurden, ist nie völlig geklärt worden. Nach einer späteren offiziellen Untersuchung gab es zwar keine Todesopfer unter Studenten des Polytechnio, jedoch kamen 24 Zivilisten bei der Niederschlagung des Aufstands zu Tode.
Die „Wiederherstellung der öffentlichen Ordnung“ war Anlass für Dimitrios Ioannidis, den Hardliner der Militärjunta, Georgios Papadopoulos durch einen Putsch zu stürzen und durch Phaidon Gizikis zu ersetzen.
Des Aufstands wird alljährlich am 17. November, einem staatlichen Feiertag, durch eine Gedenkveranstaltung auf dem Gelände der Hochschule gedacht. In vielen griechischen Städten und Gemeinden sind Straßen nach den „Helden des Polytechnio“ (griechisch Οδός Ηρώων Πολυτεχνείου) benannt. Auch die linksmilitante Organisation 17. November bezog sich mit ihrem Namen auf den Aufstand.

## Persönlichkeiten
- Nicolas Ambraseys (1929–2012), Ingenieur (Student)
- John Argyris (1913–2004), Ingenieur und Wissenschaftler (Student)
- Sofia Bekatorou (* 1977), Regattaseglerin (Studentin)
- Giorgio de Chirico (1888–1978), Künstler (Student)
- Constantine Dafermos (* 1941), Mathematiker (Student)
- Maria Damanaki (* 1952), Chemikerin und Politikerin (Studentin)
- Ioannis Despotopoulos (1903–1992), Architekt (Professor)
- Alexander Dinghas (1908–1974), Mathematiker (Student)
- Konstantinos A. Doxiadis (1913–1975), Architekt (Student)
- Nikos Engonopoulos (1907–1985), Künstler (Lehrstelle als Zeichner)
- Theano Fotiou (* 1946), Architektin und Politikerin (Studentin und Professorin)
- Nicholas Georgiadis (1923–2001), Bühnenbildner (Student)
- Giorgos Giannopoulos (* 1954), Politiker (Student)
- Manolis Glezos (1922–2020), Politiker (Ehrendoktor)
- John Iliopoulos (* 1940), Teilchenphysiker (Student)
- Suzana Kolokytha Antonakaki (1935–2020), Architektin (Studentin)
- Eleni Maneta (* 1939), Architektin (Studentin)
- Anastasios Orlandos (1887–1979), Architekt, Bauforscher und Archäologe (Student und Professor)
- Michel Pablo (1911–1996), Politiker (Student)
- Alekos Panagoulis (1939–1976), Politiker (Student)
- Christos Papadimitriou (* 1949), Informatiker (Student)
- Alexander Papageorgiou-Venetas, Architekt und Städteplaner (Student)
- Georgios Papadopoulos (1919–1999), Diktator (Student)
- Achille Papapetrou (1907–1997), Physiker (Student und Professor)
- Alexandra Paschalidou-Moreti (1912–2010), Architektin (Studentin)
- Eleni Patrikiou-Kanellopoulou (1901–1980), Architektin (Studentin)
- Stavros Savidis (* 1944), Bauingenieur (Student)
- Charalambos Sfaellos (1914–2004), Architekt (Student)
- Joseph Sifakis (* 1946), Informatiker (Student)
- Anastasia Tzakou (1926–2015), Architektin (Studentin und Professorin)
- Alexander Tzonis (* 1937), Architekt (Student)
- Iannis Xenakis (1922–2001), Komponist (Student)
- Mihalis Yannakakis (* 1953), Informatiker (Student)
- Marika Zagorisiou (1921–2013), Architektin, Bauforscherin und Autorin (Studentin)
- Ernst Ziller (1837–1923), Architekt (Professor)